# Rocka på
Rocka på släpptes som singel av Markoolio och The Boppers 2001, skriven av Daniel Bäckström, Hans Schumacher, Stefan Enbert, Chris Lindh och Marko Lehtosalo. Låten låg tre veckor på Trackslistan med 14:e plats som bästa plats Singeln låg 26 veckor på singellistan med första plats som bästa placering. I musikvideon medverkar Lasse Berghagen.
I Dansbandskampen 2009 uppträdde Date med låten. Låten är titelspåret på Markoolios album Tjock och lycklig.

## Listplaceringar
| Lista (2001) | Position |
| ------------ | -------- |
| Sverige      | 1        |